# 韩伯平
韩伯平（1925年—2014年4月2日），男，直隶（今河北）霸县人，中华人民共和国政治人物。

## 生平
1982年11月至1984年7月，任北京市副市长。1984年7月至1988年1月，任北京市委常委、常务副市长。1988年1月至1989年，任康华发展总公司总经理。1994年8月至1997年，任北京国际电力开发投资公司董事长。2014年去世。